# احتكار الشراء
في علم الاقتصاد، احتكار الشراء هو بُنية سوق فيها مشترٍ واحد يتحكم بشكل أساسي بالسوق نظرًا لكونه المشتري الأكبر للبضائع والخدمات التي يقدمها البائعون الراغبون. في نظرية الاقتصاديات الصغرى لاحتكار الشراء، يُفترض وجود كيان واحد لديه قوة سوقية على البائعين لأنه المشتري الوحيد للبضائع أو الخدمات، يتشابه الأمر إلى درجة كبيرة مع طريقة تأثير المحتكر على السعر للمشترين عبر الاحتكار، فيواجه البائع الواحد عدة مشترين.

## التاريخ
طورت جوان روبنسون نظرية احتكار الشراء في كتابها «اقتصاديات التنافس غير المثالي» في عام 1933. يستخدم خبراء الاقتصاد مصطلح «قوة احتكار الشراء» بطريقة مشابهة لاستخدامهم «قوة الاحتكار» كإشارة مختزلة للسيناريو الذي يوجد فيه قوة مسيطرة في علاقة الشراء، وتكون تلك القوة قادرة على وضع الأسعار بأعلى فائدة من دون أن تكون عرضة لقيود التنافس. توجد قوة احتكار الشراء عندما يواجه مشترٍ واحد منافسة ضعيفة من المشترين الآخرين لتلك السلعة أو العمل، ويكون هذا البائع قادر على وضع أجور وأسعار العمل أو البضائع التي يشتريها بدرجة أقل من الحد الذي ستكون عليه في وجود سوق تنافسي. من الأمثلة النظرية الكلاسيكية على هذا الأمر هو بلدة التعدين، حيث تكون الشركة المالكة للمنجم قادرة على وضع أجور منخفضة لأنها لا تواجه أية منافسة من موظِّفين آخرين لاستئجار العمال، وذلك لأنها الموظِّف الوحيد في البلدة، وتمنع العوائق أو العزلة الجغرافية العمال من البحث عن عمل في أماكن أخرى. تعتبر المناطقة التعليمية من الأمثلة الأكثر حداثة عن ذلك، فيكون للمدرسين محدودية في التحرك عبر المقاطعات. وبهذه الحالات، تواجه المقاطعة منافسة ضعيفة من المدارس الأخرى بشأن توظيف المدرسين، وهو الأمر الذي يمنح المقاطعة قوة إضافية عند التفاوض على شروط التوظيف. من المصطلحات البديلة: احتكار القلة أو التنافس باحتكار الشراء.

### أصل الكلمة
قدّم جوان روبنسون هذا المصطلح للمرة الأولى في كتابه المؤثر «اقتصاديات التنافس غير المثالي» الذي نُشر في عام 1933. ينسب روبنسون الفضل لعالم الكلاسيكيات بيرتراند هالوارد في جامعة كامبريج بوضعه لهذا المصطلح.

## احتكار الشراء الثابت في سوق العمل
يُعدّ الكتاب المعياري لنموذج احتكار الشراء في سوق العمل نموذج توازن جزئي ثابت بمُوظِّف واحد فقط. يواجه المُوظِّف منحني تزويد العمل المتجه نحو الأعلى ( يتناقض عمومًا مع منحني تزويد العمل المرن اللانهائي) ويمثله المنحني الأزرق S في الرسم البياني على اليمين. يربط هذا المنحني الأجور المدفوعة،w ، بمستوى التوظيف، L، ويُشار إليه بالتابع المتزايد w(L). تعطى تكاليف العمل الإجمالية بالقيمة w(L) . L. للشركة إيرادات بقيمة R)) وتزداد مع (L). تريد الشركة اختيار (L) لزيادة الأرباح، P، التي تُعطى بما يلي:
P(L)= R(L) – w(L) . L
في أعلى ربح P'(L) =0، وبالتالي فإن شرط الطلب الأول لتحقيق الحد الأقصى هو:
0= R'(L) – w'(L). L – w(L)
تكون القيمة w'(L) مشتق التابع w(L) وتدل على
R'(L) = w'(L) . L + w(L)
يعبر الطرف الأيسر من هذه المعادلة، R'(L)، عن منتج الإيرادات الهامشية للعمل ( تقريبًا، الإيرادات الإضافية الناتجة عن العامل الإضافي) ويمثلها منحني MRP في الرسم البياني. أما الجانب الأيمن فهو الكلفة الهامشية للعمل (تقريبًا، الكلفة الإضافية بسبب العامل الإضافي) وتُمثّل بمنحني MC الأخضر في الرسم البياني. وبشكل ملحوظ تكون الكلفة الهامشية أعلى من الأجر w(L) المدفوع للعامل الجديد بالمقدار w'(L)L.
هذا لأنه من المفروض أن تزيد الشركة الأجر المدفوع لكل العمال التي وظفتهم متى ما وظفت عاملًا إضافيًا. في الرسم البياني، يؤدي ذلك إلى وضع المنحني MC فوق منحني تزويد العمال S. يتحقق شرط الطلب الأول للأرباح القصوى عند النقطة A على الرسم البياني حيث يتقاطع المنحني MC مع المنحني MRP. ويحدد هذا توظيف زيادة الأرباح L على المحور الأفقي. وبعد ذلك نحصل على الأجر المقابل w من منحني التزويد عبر النقطة M.
يمكن مقارنة توازن احتكار الشراء بالتوازن الناتج ضمن شروط التنافس. بفرض دخول موظِّف تنافسي إلى السوق وعرضه أجورًا أعلى من M. عندها سيتجه الموظفون لدى الموظِّف الأول إلى العمل مع منافسه. وبالإضافة إلى ذلك سيحصل المنافس على كامل أرباح الموظِّف الأول السابقة ناقص مبلغ أقل من مبلغ الموازنة من زيادة الأجر للموظفين، بالإضافة إلى أرباح قادمة من الموظفين الإضافيين الذين قرروا العمل في السوق بسبب ارتفاع الأجر. لكن الموظِّف الأول سيقابل الأمر بزيادة أكبر على الأجر، ليسرق موظفي المنافس الجديد، وهكذا دواليك. وبالنتيجة، ستجبر مجموعة الشركات المتنافسة بشكل مثالي للتقاطع في C بدلًا من M وذلك من خلال المنافسة. يواجه الاحتكار المنافسة لربح المبيعات وتقليل الأسعار وزيادة المخرجات، في هذه الحالة، ستؤدي المنافسة على الموظفين من قبل أصحاب العمل إلى تقليل الأجور والتوظيف.